# Orographisch links und rechts

Rechtes und linkes Ufer

Die orographisch linke Seite eines Fließgewässers ist jene Seite, die sich in Fließrichtung – also flussabwärts von der Quelle zur Mündung hin gesehen – links befindet. Die gegenüberliegende Seite bezeichnet man demzufolge als orographisch rechte Seite. Die Bezeichnungsweise rührt vom geowissenschaftlichen Fachgebiet der Orographie her, der Lehre des Höhenprofils, wird aber besonders in der Hydrographie verwendet.

## Verwendung

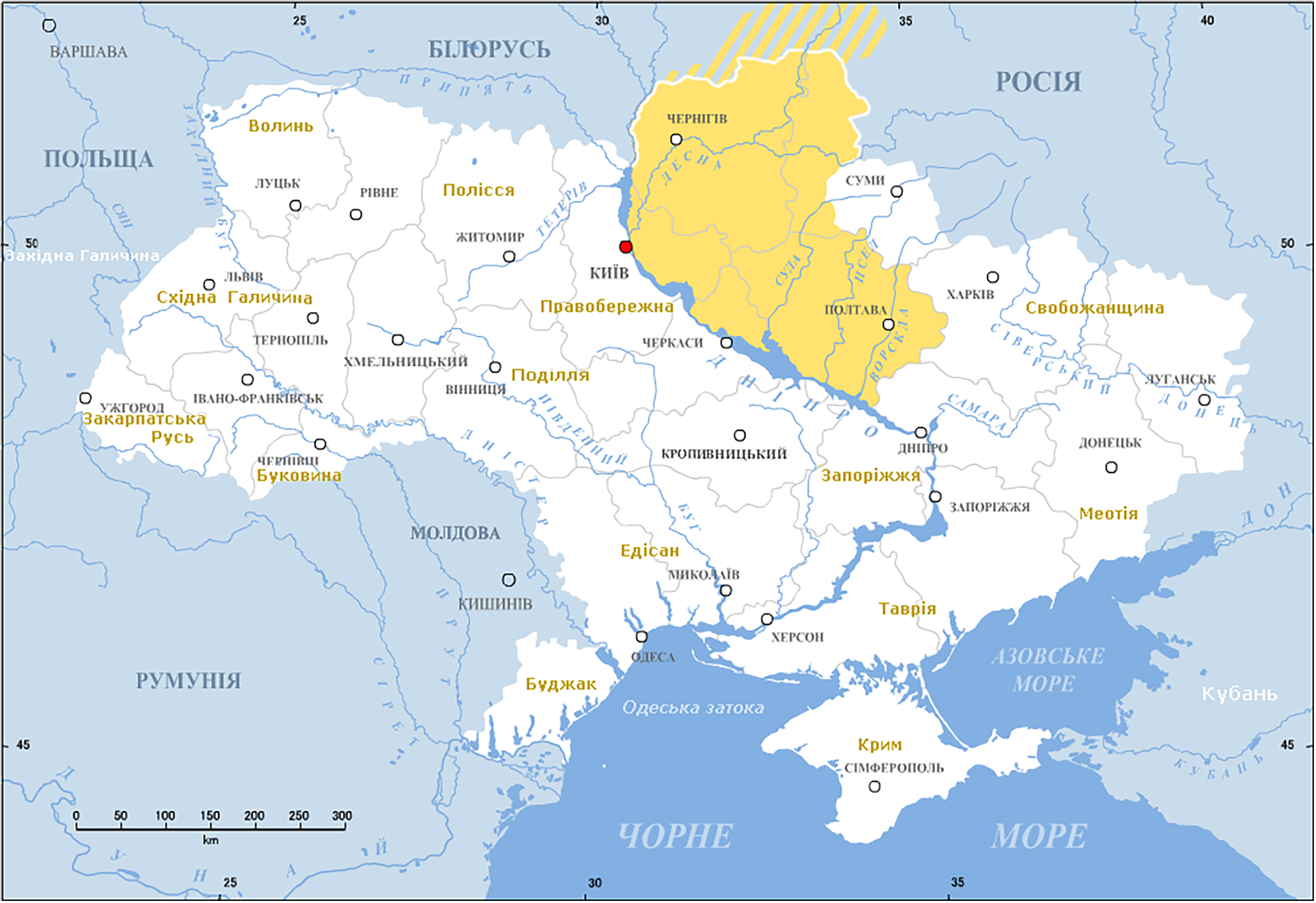
Der Begriff Linksufrige Ukraine bezieht sich auf den Dnjepr

Verwendet wird diese Bezeichnung für „linkes und rechtes Ufer“. Auch die Nebenflüsse eines Stromes werden in der Limnologie, der Lehre der Binnengewässer, danach eingeteilt. Zum Beispiel ist der Main ein rechter Nebenfluss des Rheins, die Mosel ein linker; die Flüsse Save und Theiß sind jeweils der wasserreichste rechte beziehungsweise linke Zubringer der Donau. Bei Seen bezeichnet man entsprechend die Abflussrichtung. Den Begriff verwendet man auch allgemeiner in der Geographie, auch in einem Tal sind die orographisch linke und rechte Seite in Fließrichtung des Talgewässers (also talauswärts) betrachtet, man spricht also zum Beispiel von linkem Hang oder rechtem Gipfelgrat.
Als Bezeichnung für die zwei Seiten eines Flusses wird in geowissenschaftlichen Texten meist nur einfach „links“ und „rechts“ verwendet; der oft in sich um Präzision mühenden allgemeinsprachlichen Texten davor noch benutzte Zusatz „orographisch“ ist in der Fachsprache unnötig, weil eine eindeutige Definition vorliegt und auch bekannt ist. Dass auch die Alltagssprache durchaus dieser sparsameren Redeweise folgen kann, zeigt die Einteilung der Städte beiderseits des Rheins von Basel bis zum Niederrhein in links- und rechtsrheinische, die gängig und verständlich ist, desgleichen die Rive Gauche und Droite von Paris oder Linke und Rechte Altstadt Salzburgs.

## Geschichte
Diese Konvention wurde im deutschen Sprachraum erstmals im Realen Staats- und Zeitungslexicon von 1704 durchgängig angewandt und im Vorbericht ausführlich begründet.

„Bey den Flüssen hat man nur allein ihren Ursprung und Einfluß, nicht aber zugleich beschrieben, was sie vor Länder durchstreichen oder was sie unter währendem Lauff vor andere Flüsse verschlingen, indem solches leichtlich auff den Land-Charten gesehen werden kan, wenn man nur erstlich den Anfang und das Ende des Flusses gefunden hat. Worbey noch dieses zu mercken, daß die Benennung der Ufer zur rechten und zur lincken Hand folgendermasen zu verstehen seye. Der geneigte Leser bilde sich ein, als ob er bey dem Ursprunge des Flusses steht, und sich mit dem Angesichte gegen den Einfluß desselben gekehret habe [Anmerkung: Der Autor meint damit ‚in Richtung der Mündung‘.]. Was ihm alsdenn zur rechten lieget, das ist das rechte, und was ihm zur lincken lieget, das ist das lincke Ufer des Flusses.“

Insbesondere war das – wie Gleditsch andeutet – darum bedeutend, weil man ursprünglich in der Expeditionsgeographie flussaufwärts dachte, da man naturgemäß die Mündungen zuerst entdeckte, und kleine Nebenbäche ohne Interesse waren. Erst mit der Systematisierung der Kartographie in der Aufklärung stellte man auf flussabwärts um: So werden Flussordnungszahlen immer von der Quelle zur Mündung vergeben (darum war auch die Suche nach den Quellen der Flüsse und deren endgültige Festlegung im 18. und 19. Jahrhundert zentrales geographisches Anliegen: erst dann konnte das Flusssystem vollständig bezeichnet werden). Dann sind mit aufsteigender Flussordnung (klassisch 1 = Hauptfluss, 2 = direkte Zubringer usw.) die Bezeichnungen links und rechts für die Nebengewässer kohärent und offenkundig. Verbreitung fand der Begriff aber besonders durch die geologisch-morphologisch interessierten Geographen, wie Franz Klement Paulus oder Carl von Sonklar, die mit einer (seinerzeit „geognostisch“ genannten) Gesamtschau auf die Oberflächengestalt der Erde die Begründer der Orographie waren. Daher spricht man von „orographisch rechts“, nicht „hydrographisch rechts“.